# Chiang K'ui (cràter)
Chiang K'ui és un cràter d'impacte en el planeta Mercuri de 41 km de diàmetre. Porta el nom del poeta xinès Jiang Kui (segle xii), i el seu nom va ser aprovat per la Unió Astronòmica Internacional el 1976.